# Édouard Chapallaz
Édouard Chappalaz est un céramiste suisse, né le 4 ou le 14 mars 1921 à Yverdon et mort le 7 février 2016 à Étoy.

## Biographie

### Origines et famille
Édouard Chappalaz naît le 4, ou le 14 mars 1921 à Yverdon, dans le canton de Vaud. Il est originaire de Chapelle-sur-Moudon, dans le district voisin de Moudon.
Son père, Henri Édouard Chappalaz, qui meurt deux ans après la naissance de son fils, travaille pour les Chemins de fer fédéraux ; sa mère est née Ida Louise Rochat. 
Il épouse Olympe Aellen.

### Formation et parcours professionnel
Il fait de 1936 à 1939 une formation de tourneur à l'École suisse de céramique de Chavannes-près-Renens, puis travaille de 1939 à 1955 d'abord pour la tuilerie Tonwerk à Thayngen, dans le canton de Schaffhouse, puis chez Landert & Co. à Embrach, dans le canton de Zurich. 
Parallèlement, à partir de 1945, il entreprend des recherches personnelles. De 1958 à 1968, il enseigne la technologie à l'école des arts décoratifs de Genève. Il s'installe ensuite à Duillier, dans le canton de Vaud, et se consacre entièrement à son atelier. 

### Parcours artistique
Son intérêt le porte vers la forme du récipient de grès et surtout vers la recherche des émaux haute température à la manière des maîtres chinois. 
Il réalise aussi de nombreuses œuvres liées à l'architecture, entre autres le sol de la bibliothèque municipale de Genève, des fresques en céramique sur un mur de La Poste de la gare de Lausanne en 1967 et à la Banque cantonale vaudoise à Nyon en 1969 et à l'École polytechnique fédérale de Lausanne en 1980, ainsi qu'une œuvre à l'Hôpital universitaire de Zurich en 1992,,.
Il est l'un des premiers céramistes suisses qui expose dans une galerie, en 1957, à L'Entracte, à Lausanne.

### Mort
Il meurt le 7 février 2016 à Étoy, dans le canton de Vaud, à l'âge de 94 ans.

## Distinctions
- 1967 : premier prix du 25e concours international de céramique de Faenza[6]
- 1986 : mention honorable à Mino au Japon[2]
- 1988 : grand prix des arts appliqués de la Fondation vaudoise pour la culture[3]

## Expositions
- 1966 : galerie L'Entracte, Lausanne[7]
- 1970 : Schweizer Heimatwerk (de), Zurich[8]
- 1980 : Schweizer Heimatwerk (de), Zurich[9]
- 1981 : galerie de l'Atrium, Bâle[10]
- 1982 : Schweizer Heimatwerk (de), Zurich[11]
- 1984 : galerie L'Entracte, Lausanne[12]
- 1989 : rétrospective au Musée des arts décoratifs de Lausanne[13],[14],[15]
- 1991 : galerie du château d'Avenches[16]